# Бородастик чорнобровий
Бородастик чорнобровий (Psilopogon oorti) — вид дятлоподібних птахів родини бородастикових (Megalaimidae).

## Поширення
Вид поширений на Малайському півострові та на заході Суматри. Населяє гірські та діптерокарпові ліси на висоті 600–2000 м над рівнем моря.

## Опис
Птах завдовжки 22 см, вагою 62 г. Оперення зелене з жовто-синім горлом. У нього чорні смуги над очима і червоні плями над дзьобом, лоресом, горлом і потилицею. Навколо очей є чорне кільце. Дзьоб чорний. Ноги сіро-зелені.

## Спосіб життя
Харчується фруктами і комахами. На Суматрі розмножується з лютого по листопад, а в Малайзії - з березня по червень. Гніздо облаштовують у дуплі, яке спеціально видовбують у дереві. У кладці 2-3 яйця. Інкубація триває 14 днів. Пташенят годують двоє батьків. Тривалість перебування в гнізді - 35-37 днів.